# Heteropoda borneensis
Heteropoda borneensis är en spindelart som först beskrevs av Tord Tamerlan Teodor Thorell 1890.  Heteropoda borneensis ingår i släktet Heteropoda och familjen jättekrabbspindlar. Inga underarter finns listade i Catalogue of Life.